# Dom-Brauerei
Die Dom-Brauerei AG war eine Brauerei und zuletzt eine Biervertriebsgesellschaft mit Sitz in Köln-Westhoven. Die bekannteste Marke des Unternehmens ist Dom Kölsch.
Die Dom-Brauerei AG fungierte vor ihrer Umwandlung in eine GmbH als Holding und umfasste die Robert Metzmacher Verwaltungs-GmbH, die Dom-Brauerei GmbH Produktion und Vertrieb, die Rats-Center GmbH Frechen und die Rheingold Gaststätten-Betriebs-GmbH. Mit ersten beiden bestand ein Beherrschungs- und Gewinnabführungsvertrag. Die Vertriebsgesellschaft deutscher Brauereien mbH besaß vor dem Verkauf an die Radeberger Gruppe gut 95 % der Anteile. Die Biere der Dom-Brauerei wurden bis 2013 bei der Erzquell-Brauerei im Lohnbrau produziert.
Die Marke Dom Kölsch wird heute vom Haus Kölscher Brautradition vertreten, einem Unternehmen der Radeberger Gruppe, das alle seine Kölschmarken mittlerweile im Lohnbrau von Früh in Köln-Feldkassel produzieren lässt, nachdem es seine eigene Braustätte in Köln-Mülheim aufgegeben hat.

## Geschichte

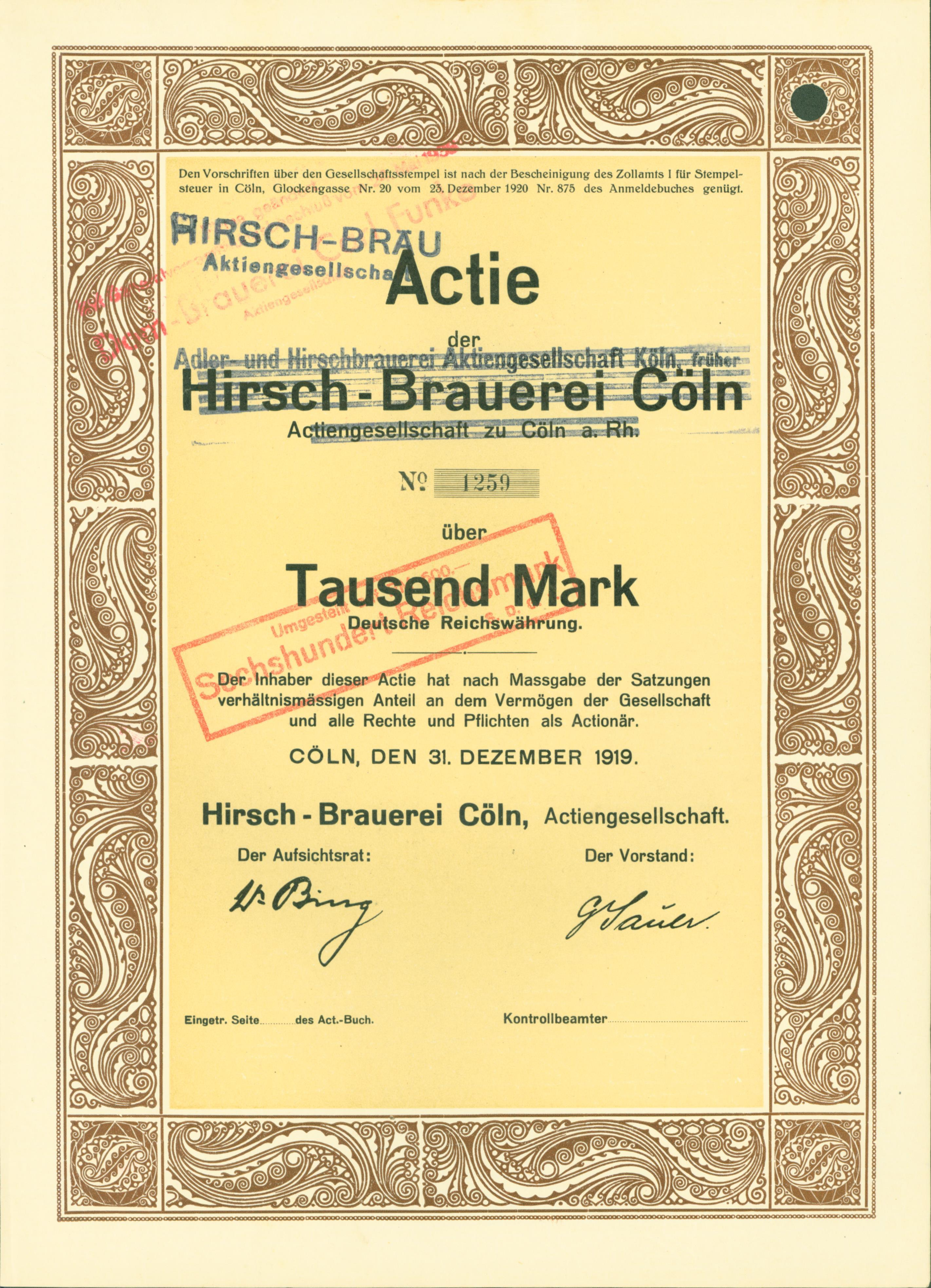
Aktie über 1000 Mark der Hirsch-Brauerei Cöln AG vom 31. Dezember 1919 mit Überstempelungen wegen Namensänderungen

Den Ursprung hatte die Brauerei im Zusammenschluss zweier kleiner Hausbrauereien Johann Joseph Creischer und Cornelius Schieffer in den 1870er Jahren, die beide in der Alteburger Straße im Kölner Süden ansässig waren. Nach dem Erwerb der Brauereien durch Carl Göters und durch die Gebrüder Steingröver erwarben die Eigentümer ein 14.000 Quadratmeter großes Gelände einer alten Ziegelei an der Tacitus- und Goltsteinstraße. Sie nannten den Zusammenschluss Hirsch-Brauerei Göter & Steingröver, Köln-Bayenthal, Alteburger Straße 242, Kontor Tacitusstraße 12. Noch während des Aufbaus der Brauerei wurden am 7. August 1898 Teile der Betriebseinrichtungen, unter anderem das neu errichtete Sudhaus, durch einen Tornado schwer beschädigt. Nach dem Ausscheiden von Carl Göters firmierte die Brauerei seit 1900 unter dem Namen Hirsch-Brauerei und wurde in eine Aktiengesellschaft umgewandelt.
In den darauffolgenden Jahren wurde die Brauerei durch Zukauf einiger kleinerer Brauereien in Köln und Umgebung vergrößert.1918 wurde die benachbarte Rheinische Brauerei-Gesellschaft (vormals Cölner Actien-Bier-Brauerei, Alteburg b. Cöln) übernommen. In der Hirsch-Brauerei wurde vorwiegend Hirsch Gold Export und Hirsch-Edel-Pils produziert und auch überregional vertrieben.
1931 fusionierte die Ehrenfelder Adler-Brauerei mit der Hirsch-Brauerei zur Adler-Hirsch-AG. Eine weitere Vergrößerung erfuhr die Brauerei in den Jahren 1935/36 durch den Zukauf der Westmark-Brauerei Christian Sünner GmbH, die aus der Vereinigung der Dürener Gambrinus-Brauerei Christian Sünner und dem Lindenthaler Apostelbräu Heinr. Bädorf hervorgegangen war. Eigentümer der neuen Brauerei waren die ehemaligen Essener Zechenbetreiber Funke, die die Brauerei 1938 in Dom-Brauerei Carl Funke AG umbenannten.
Im Zweiten Weltkrieg wurde die Brauerei weitgehend zerstört; die Beseitigung der Schäden zog sich bis 1956 hin.
Ab diesem Zeitpunkt wurde überwiegend Dom Kölsch produziert. Ab Mitte der 1960er Jahre wurden die Kapazitäten erhöht. 1969 wurde die Dom-Brauerei mit der Hitdorfer Brauerei AG fusioniert und 1972 von der Stern-Brauerei Carl-Funke AG, Essen, übernommen. Seit 1974 wurde in der Dom-Brauerei nur Kölsch, Dom-Kölsch und Stern-Kölsch, gebraut. Seit 1987 wurde die Dom-Brauerei als juristisch selbständiges Unternehmen innerhalb der Stern-Gruppe geführt. 1989 wurden die Brauerei Jos. Degraa Erben KG, Aachen, 1994 die Privatbrauerei Robert Metzmacher GmbH & Co. KG, Frechen (Rats Kölsch) und 1998 die Giesler Brauerei GmbH & Co. in Brühl übernommen. 1998 wurde die Stern Brauerei Carl Funke AG in Dom-Brauerei AG umbenannt. 2001 wurde das Produktionsgelände an der Tacitusstraße verkauft und dafür eine Produktionsstätte, Veranstaltungsräumlichkeiten und ein Biergarten von der Küppers Kölsch Brauerei übernommen. In diesen Räumlichkeiten wurde ein Brauereimuseum untergebracht.
Wegen wirtschaftlicher Schwierigkeiten wurde die Bierproduktion Ende 2005 eingestellt. Ab Januar 2006 wurden die Biere im Lohnbrau durch die Erzquell Brauerei Bielstein hergestellt. Das Gelände in der Alteburger Straße wurde 2006 verkauft und inzwischen eingeebnet. Die Giesler’s Gaststättenbetriebs-GmbH wurde 2008 aufgelöst. Weiter wurden im Hauptinsolvenzverfahren mit Hilfe eines Squeeze-out sämtliche im Streubesitz befindliche Aktien aufgekauft und die Dom-Brauerei AG in eine GmbH umgewandelt. Der Jahresausstoß im Lohn-Bräu der Erzquell Brauerei Bielstein betrug zuletzt 50.000 hl (2012). Im Oktober 2013 wurde bekannt, dass das Unternehmen an die Radeberger Gruppe verkauft wurde. Dom Kölsch gehört in der Unternehmensgruppe zum Haus Kölscher Brautradition, das seine Biere heute in der Anlage der Cölner Hofbräu Früh in Köln-Feldkassel brauen lässt.